# Barwell Football Club
Barwell Football Club é um clube de futebol inglês sediado em Barwell. Atualmente joga na Southern Football League Premier Central, a sétima divisão da Inglaterra.

## História
O clube foi fundado em 1992 após uma fusão entre os clubes Hinckley F.C., clube do Combinado de Futebol das Midlands e Barwell Athletic F.C., que na época jogava na Leicestershire Senior League, uma liga regional baseada em Leicestershire.

## Elenco atual
Atualizado a 15 de agosto de 2015.
Legenda
- : Capitão
- : Jogador suspenso
- : Jogador lesionado

## Títulos
- Campeonato Inglês Oitava Divisão: 1

2010-11
- Campeonato Inglês Nona Divisão: 1

2009-10